# 앙리 베크렐
앙투안 앙리 베크렐(프랑스어: Antoine Henri Becquerel, 1852년 12월 15일~1908년 8월 25일)은 프랑스의 물리학자이다. 방사선을 발견한 공로로 1903년에 노벨 물리학상을 받았다.

## 업적
형광, 광화학 등을 연구한 에드몽 베크렐의 아들로, 자연스럽게 연구의 길에 들어섰다. 그는 인광 및 형광 현상을 연구하던 중, 독일의 뢴트겐이 X선을 발견했다는 소식을 듣고, 본인의 연구와 X선 사이에는 어떤 연관관계가 있을 것이라고 추측했다. 베크렐은 즉시 모든 발광물질은 X선을 발생시킬 것이라는 가설을 만들고, 실험을 통해 이를 증명하려 했다.
베크렐은 불투명한 종이로 사진건판을 덮고, 그 위에 인광물질 결정을 올려놓은 후, 인광물질에서 나온 빛이 사진건판을 감광시키는지 확인하는 실험에 착수했다. 인광물질에서 나온 빛에 의해 사진건판이 감광되면, 인광물질도 X선과 같은 빛을 내는 것으로 볼 수 있다는 생각이었다.
실험을 진행해 보니 사전에 햇볕에 노출된 적이 있는 인광물질들은 실제로 사진건판에서 감광현상을 보였다. 건판에는 광물표본 윤곽이 상으로 드러나 있었으며, 광물결정과 건판을 쌌던 종이 사이에 끼워넣은 동전이나 금속조각의 상도 그대로 드러났다.
하지만 햇볕에 노출된 적이 없는 인광물질들의 경우는 건판을 감광시키지 못했으므로 인광물질이 내는 빛은 X선과 무관한 것이었다. 아무리 실험을 해보아도 인광물질에 대한 실험에서는 X선 같은 빛이 나타나지 않았다.
1896년 2월 그는 자신의 실험결과를 과학아카데미에서 그대로 발표했다. 그러던 중 자신의 실험 중 인광물질이 아닌 우라늄염이 특이한 작용을 하고 있다는 사실을 깨달았다. 햇볕이 들지 않는 어두운 곳에 놓아둔 사진건판 위에 우라늄염을 종이에 싸서 올려놓은 적이 있는데, 마치 햇볕을 쬐었을 때처럼 건판 위에 우라늄염의 상이 감광되어 나타났던 것이다.
다시 실험에 몰두한 베크렐은 1896년 5월 우라늄염이 사진작용이나 형광작용, 공기 중에서의 전리작용을 한다는 사실을 밝혀내고, 이 현상이 뢴트겐이 발견한 X선의 성질과 비슷하다고 결론을 내렸다. 다만, 뢴트겐처럼 특별한 장치를 이용한 것이 아니었기에 우라늄염 자체에서 광선이 나온다는 점이 X선과 다르다고 했다. 베크렐은 이 광선에 '베크렐선'이라는 이름을 붙였다. 우라늄화합물(나중에 방사성물질로 밝혀짐)에서 방사선(당시에는 베크렐선)이 확인되는 순간이었다.
베크렐선의 발견은 당시 여러 과학자들의 호기심을 불러 일으켰으며, 2년 후 퀴리 부부에 의해 자연계의 원소들 중에는 베크렐선과 유사한 현상을 보이는 다양한 물질들이 존재한다는 사실이 밝혀졌고, 퀴리 부부는 이들 물질의 성질에 대해 '방사능'이라는 이름을 붙였다. 그리고 이후 새로운 방사능물질인 토륨, 폴로늄, 라듐 등이 발견된다.
베크렐은 1903년 방사선 발견에 공헌한 사실을 인정받아 퀴리 부부와 함께 노벨물리학상을 수상한다. 그리고 과학계는 그의 방사선 발견 사실을 기념하여, 그의 이름인 베크렐을 방사능의 세기를 나타내는 단위(Bq)로 사용하고 있다.

## 수상
- Rumford Medal (1900)
- Helmholtz Medal (1901)
- 노벨 물리학상 (1903)
- Barnard Medal (1905)

- 방사능에 관한 SI 단위 베크렐.
- 달과 화성의 분화구에 Becquerel이라는 이름 붙여짐

## 같이 보기
- 베크렐